# 秦皇岛市经济技术开发区第一中学
秦皇岛市经济技术开发区第一中学（秦皇岛开发区一中）是一所九年一贯制学校

## 学校介绍
秦皇島開發區一中位於河北省秦皇島市海港區開發區華山南路200號，占地面積約33,171平方米，現有30個教學班，在校學生約1,350人。

## 学校历史
秦皇島開發區一中創建於2003年9月，位於開發區廬山路41號，學校總占地面積為60,995.4平方米，建築面積為21,123平方米，設有67個教學班，在校學生約4,000人。
2016年，為優化教學資源配置，開發區教育局原計劃將開發區一中的小學部遷至華山南路200號，初中部則保留在原址。
2017年9月，新校区建设完成，初中部迁至，小学部改名为秦皇岛市经济技术开发区第二小学。